# Полные агонисты 5-HT1A-рецепторов
Физиологическим полным агонистом 5-HT1A подтипа серотониновых рецепторов является серотонин (5-гидрокситриптамин, 5-HT).

## Список полных агонистов
- 8-OH-DPAT[1]
- Алнеспирон[2][3][4]
- Бефирадол.[5][6][7][8][9][10]
- Эптапирон[11][12]
- F-15,599[13][14]
- Лесопитрон[15]
- LY-293,284[16][17]
- Осемозотан[18]
- Репинотан[19][20]
- U-92,016-A[21][22]